# Vicky Leandros
Vicky Leandros (magyaros átírásban ritkán: Víki Léandrosz; született: Vaszilikí Papathanaszíu [Βασιλική Παπαθανασίου]) (Korfu, Görögország, 1949. augusztus 23.) görög énekesnő, aki 1972-ben megnyerte az Eurovíziós dalfesztivált.

## Élete
1972-ben az Egyesült Királyságban rendezték meg az Eurovíziós dalfesztivált. Az Après toi című dallal, Luxemburg színeit képviselve megnyerte a fesztivált. Korábban 1967-ben is részt vett a L’amour est bleu című dallal, akkor a negyedik helyen végzett. További életében is rengeteg lemezt adott és ad ki, sikeres énekesnő Görögországban. 2006-ban is kiadott lemezt, mivel az 1990-es években nem szerepelt sokat. 2000-ben Jetzt / Now című albummal tért vissza, amiben duettet is énekelt az argentin születésű, de angol nemzetiségű Chris de Burgh-hal. 2007-ben a turnéjáról DVD jelent meg. Két férjétől (első: Iván Zisziádi; második: Enno von Ruffin báró) három gyermeke született: Léo, Milána és Szándra. Rengeteg díjat is kapott győzelme mellett.

## Diszkográfia
- 1966 Songs und Folklore
- 1967 A taste of... Vicky
- 1967 A taste of... Vicky (nemzetközi változat)
- 1968 Summertime forever
- 1969 Vicky und ihre Hits
- 1969 Ich glaub' an dich
- 1971 Ich bin
- 1972 Vicky Leandros
- 1973 Meine Freunde sind die Träume
- 1974 Mein Lied für dich
- 1975 Ich liebe das Leben
- 1975 Tango d'amour
- 1975 Across the water
- 1977 Du, du liegst mir im Herzen
- 1977 V.L.
- 1978 Ich bin ein Mädchen
- 1978 Vicky Leandros (angol nyelvű)
- 1981 Ich gehe neue Wege
- 1981 Love is alive
- 1982 Verlorenes Paradies
- 1983 Vicky
- 1985 Eine Nacht in Griechenland
- 1988 Ich bin ich
- 1990 Starkes Gefühl
- 1991 Nur einen Augenblick
- 1995 Lieben und Leben
- 1997 Gefühle
- 1998 Weil mein Herz Dich nie mehr vergisst
- 2000 Jetzt
- 2001 Now!
- 2001 Mit offenen Armen
- 2002 Weihnachten mit Vicky Leandros - Live aus der St. Michaeliskirche
- 2003 Vicky Leandros singt Mikis Theodorakis - CD & DVD
- 2004 Vicky Leandros singt Mikis Theodorakis - Olympia Edition (2CD)
- 2005 Ich bin wie ich bin
- 2006 Ich bin wie ich bin - Special Edition
- 2006 Ich bin wie ich bin - Das Jubiläumskonzert (DVD)
- 2009 Möge der Himmel
- 2010 Zeitlos